# Иннокентий (Бобцов)
Епископ Иннокентий (в миру Иван Иосифович Бобцо́в или Бо́бцев; 1853, Московская губерния — не ранее 1926) — деятель обновленчества, до 1922 года — епископ Русской православной церкви, епископ Можайский, викарий Московской епархии.

## Биография
Родился в Московской губернии в семье диакона. Год рождения различается в разных источниках: в 1853 (согласно Валерию Лавринову), 1846 (согласно Дмитрию Седову), 1854 (согласно Мануилу (Лемешевскому)).
В 1875 году окончил Вифанскую духовную семинарию по второму разряду.
С 22 сентября 1875 года служил учителем Перхушковской начальной школы Звенигородского уезда Московской губернии.
С 17 апреля 1877 года служил псаломщиком Введенской церкви на Лубянке в Москве.
2 октября 1883 года рукоположён во священника и назначен клириком Троицкой церкви Аносина Борисоглабского женского монастыра Звенигородского уезда.
В 1893 году был награждён бархатной фиолетовой скуфьёй. 19 апреля 1900 года награждён камилавкой.
17 июля 1900 года был назначен настоятелем Успенской церкви при Ивановской суконной фабрике П. Г. Цурикова Звенигородского уезда Московской губернии. Кроме того, с 1900 по 1906 год был законоучителем Школы великовозрастных рабочих при фабрике.
7 апреля 1905 года награждён наперсным крестом, от Святейшего Синода выдаваемым.
В 1906 году открыл общество трезвости численностью более 3000 человек.
27 марта 1914 года награждён саном протоиерея. К тому времени овдовел.
5 сентября 1914 года назначен наместником Саввино-Сторожевского монастыря с возведением в сан архимандрита по принятии монашества. 6 сентября того же года принял монашество, а 14 сентября — возведён в сан архимандрита.
11 декабря 1915 года назначен настоятелем Иосифо Волоколамского монастыря и благочинным уездных монастырей второго округа.
В 1918 году решением властей монастырь был преобразован в Иосифовскую сельскохозяйственную трудовую коммуну. В связи с тем, что настоятель монастыря архимандрит Иннокентий (Бобцов) был уже не молод, коммуну возглавил казначей иеромонах Пафнутий (Бовин).
В 1919 году насельники монастыря попытались воспрепятствовать попыткам властей преобразовать монастырь в коммуну и грядущему разграблению монастыря. В ночь на 27 марта 1919 года был арестован вместе с частью монашеской общины и 60 верующими. 17 декабря все арестованные были освобождены, а дело прекращено на основании амнистии ВЦИК от 15 ноября 1919 года. После освобождения архимандрит Иннокентий (Бобцов) и монахи недолго были на свободе. Вскоре они были вновь арестованы.
18 декабря 1920 года на Троицком подворье в Москве хиротонисан во епископа Можайского, викария Московской епархии. Хиротонию возглавил Патриарх Тихон. Кафедра располагалась в Николаевском соборе Можайска.
21 марта 1922 года в связи с началом кампании по изъятию церковных ценностей в можайском соборе состоялось собрание верующих по вопросу об изъятии церковных ценностей под председательством епископа Можайского Иннокентия, который предлагал ценности не давать, а соответствующую сумму собрать хлебом и продуктами.
В 1922 году епископа Иннокентия вместе со настоятелем Никольского собора в Можайске протоиереем Константином Некрасовым привлекают к уголовной ответственности за то, что они разрешили крестный ход с иконой Угодника Божия Николая, взятой из Никольского собора Можайска, без согласования с властями. Но поскольку суд проходил накануне празднования пятой годовщины революции (7 ноября), они попали под амнистию.
В том же году уклонился в обновленческий раскол. 31 декабря того же года принял участие в хиротонии обновленческого епископа Николая (Ашихмина).
В феврале 1923 года постановлением обновленческого Высшего церковного управления подтверждён епископом Можайским, викарием Московской епархии.
14 ноября 1923 года постановление Патриарха Тихона и Временного Патриаршего Синода № 123: «Преосвященного Иннокентия Можайского по возрасту и болезни уволить на покой, назначить епископом Можайским архимандрита Бориса (Рукина)».
11 января 1924 года постановлением обновленческого Синода подтверждён епископом Можайским, викарием Московской епархии.
В июне того же года был участником обновленческого Всероссийского предсоборного совещания.
Дальнейшая судьба неизвестна. Скончался после 1926 года.